# 真異脈類
真異脈類（學名：Euheteroneura）是昆虫在鱗翅目下的演化支，包含雙孔亞目、Tischeriidae（超科）、Palaephatidae（超科，可能为并系群）。
鳞翅目昆虫中有Z0性別決定系統（仅有Z染色体）和ZW性別決定系統（有Z染色体和W染色体），其中的ZW性別決定系統仅发现于蝙蝠蛾科和真异脉类中，有假说认为其W染色体起源于真异脉类祖先的常染色体与Z染色体的融合，或在真异脉类中起源于B染色体。